# Gʻuzor
Gʻuzor (usbekisch Gʻuzor, auch Guzar) ist eine Stadt in der usbekischen Viloyat Qashqadaryo von etwa 49.700 Einwohnern. Sie ist Verwaltungssitz des gleichnamigen Bezirks (tuman).

## Lage
Gʻuzor liegt im Süden Usbekistans, etwa 50 Kilometer östlich von Qarshi und 130 Kilometer südlich von Samarqand. Die M39 umfährt die Stadt etwas östlich. Sie führt im Süden bis nach Termiz und im Norden über Samarqand bis nach Taschkent. Die Grenze zu Turkmenistan liegt etwa 50 Kilometer südlich der Stadt.

## Sport
Die Stadt ist Sitz des Fußballvereins Shoʻrtan Gʻuzor, der bis zu seinem Abstieg in der Uzbekistan Super League spielte. Sein Heimstadion ist das 8000 Zuschauer fassende Gʻuzor-Stadion. Heute spielt er in der zweitklassigen usbekischen First League.